# 若林史江
若林 史江（わかばやし ふみえ、1977年〈昭和52年〉10月7日 - ）は、日本の「株式評論家」、デイトレーダー、タレントである。所属芸能プロダクションはサムデイ所属。

## 経歴
神奈川県横浜市磯子区出身。横浜市立岡村中学校を経て、横浜富士見丘高等学校卒業。中学時代の部活は吹奏楽、高校時代の部活はチアリーディングをやっていた。
高卒後の浪人時に、父親の経営する工務店が倒産、その後父親はタクシー運転手となった。看護師の夢も大学進学もあきらめた若林は、高卒のまま投資顧問会社イー・キャピタルに就職、そこで株式投資の魅力に取り付かれた。
19歳から株式投資を始め、「美人トレーダー」としてメディアに登場。イー・キャピタル所属当時は相場 舞（あいば まい）のペンネームを名乗っていた。なおイー・キャピタルは誇大広告を理由に2006年（平成18年）4月に業務停止命令と業務改善命令を受けた。
2005年（平成17年）10月7日、株式の投資業務、著述業、セミナーの企画、実施、飲食店の経営、キャラクターグッズに関する企画、デザイン、製造、販売業務、ペットショップの経営などを目的として有限会社F&Dを設立した。資本金の額は300万円、発行済み株式の総数は60株（株式の譲渡制限あり）で、若林は取締役に就任した。なお、代表取締役は若林ではなく別の人物である。また設立日の10月7日は若林自身の誕生日である。
2007年（平成19年）より徳山大学経済学部で特任講師を務めていた。しかし2012年現在、徳山大学の講師契約は解除されている模様。担当していたのは経済学部 現代株式市場論であるが、講座開始時にペアを組んでいた名和田達郎は特任教授として残っているが、若林の氏名はない。他の教科欄にも若林の名前は無い。
なお、明治大学の「リバティアカデミー」（大学教育とは別の生涯学習講座）において「新しい株式投資への第一歩」という講座を担当していた。
2005年（平成17年）10月よりTOKYO MXの人気番組「5時に夢中!」の水曜レギュラーだったが、ブログ盗用事件で2008年6月18日で出演休止した。2009年（平成21年）3月末より月曜レギュラーとして復帰を果たした。番組では、マツコ・デラックスと長年コンビを組んでいる。
2016年10月10日、「5時に夢中!」の冒頭で結婚をしたこと、また、妊娠5か月であることを明らかにした。なお、妻側の姓を選択したため結婚後も姓は変わらないという。2017年3月27日、第1子となる男児を出産。
2021年11月29日、レギュラーを務める「5時に夢中!」で、現在第二子を妊娠しており（37週）、12月に出産予定であることを報告。また、翌週より約2か月ほど産休に入ることを明らかにした。

## 日経新聞記事盗用問題
2008年（平成20年）6月17日付（発売自体は6月16日）の夕刊フジ1面で、若林が運営するホームページにて発表していた株式概況（閲覧は無料）が、日経新聞社の子会社である日経QUICK社の記事を盗用し、文末など一部のみを変えた盗作記事であると報じられた。この紙面は若林が出演している東京MXTV「5時に夢中」の夕刊紙紙面紹介コーナー「夕刊ベスト8」でも取り上げられた。
翌週の6月24日発売の週刊朝日の第二弾スクープでは会員制メールマガジン（有料）でも日経盗作をしていたことが報じられ、この結果出演していたテレビラジオ、雑誌連載記事などのレギュラーはすべて降板させられた。
2008年（平成20年）10月29日　盗作被害を受けた当の日本経済新聞朝刊にて事件の結末が報道された。またこの結末報道は読売新聞でも報道された。また最初に報道した夕刊フジでも報道された。

## 出演番組

### テレビ

#### 現在
- 5時に夢中!（2009年3月30日 - 、MXテレビ） - 月曜日レギュラー[注 1]

#### 過去
- サンデージャポン（TBS）
- 情報ライブ ミヤネ屋（読売テレビ） - 木曜日レギュラー
- 朝はビタミン!（テレビ東京） - 水曜日レギュラー
- 生活向上エンタテインメント・5万円で始めるFX（TwellV） - レギュラー

### ラジオ

#### 過去
- 夜な夜なニュースいぢり X-Radio バツラジ（TBSラジオ、『株いぢり!』コーナー内）2008年9月25日放送終了
- ドットコムマネー塾（ニッポン放送）
- 若林史江のラジオで株が好き（ニッポン放送）
- 細川茂樹・若林史江の株式講座〜スタイリッシュ投資ライフ〜（九州朝日放送ほか）

## 出版

### 連載

#### 過去
- NET M@NEY（ネットマネー）「株・はじめて講座」
- マネージャパン「気持ちよい投資のカタチを探して。」（2009年6月号にて休刊）

### 著書

#### 単著
- 『株が好き♪―たった1銘柄の売買でも1000万円儲けられるフミエ流マル美株式投資術』アスペクト、2004年。ISBN 978-4757210721。
- 『若林史江の株 儲かる素人養成講座』角川SSコミュニケーションズ、2004年。ISBN 978-4827541762。
- 『若林史江の儲かる株えらび♪』宝島社、2005年。ISBN 978-4796645201。
- 『イージーカブGO♪ とってもやさしいフミエ流株式投資単語』東洋経済新報社、2005年。ISBN 978-4492731963。
- 『若林史江のモテ株指南』日本証券新聞社、2005年。ISBN 978-4827542028。
- 『カリスマトレーダー若林史江のはじめての株えらび』宝島社、2005年。ISBN 978-4796650687。
- 『若林史江のはじめての株えらび』宝島社、2006年。ISBN 4-7966-5068-7。
- 『やっぱり株が好き♪』アスペクト、2006年。ISBN 978-4757212008。
- 『若林史江の大人の株レッスン』日本証券新聞、2007年。ISBN 978-4827542820。
- 『若林史江のわかりやすいのに奥が深い株レッスン』角川SSコミュニケーションズ、2007年。ISBN 978-4827542950。
- 『ズボラな人ほど得をする! 100円つみたて投資入門』宝島社、2018年。ISBN 978-4800280480。

#### 共著
- 川口一晃『しあわせマネー塾―マネーセンスを磨く!』ビジネス社、2005年。ISBN 978-4828412054。
- LOVEWHISKY、KOSEI他『資金3万円でOK ! 7日間で儲かるネット株レッスン』廣済堂出版、2005年。ISBN 978-4331800829。